# Функція струменю
Функція струменю (функція струму, функція потоку) — скалярна функція в гідродинаміці, що задає нестисний (бездивергентний) потік у двох вимірах, або такий же потік з аксіальною симетрією в тримірному світі. Компоненти векторного поля швидкості виражаються через похідні від цієї функції. Функція струменю може бути використана для побудови ліній струменю, що відображають траєкторії частинок в потоці. Двомірну функцію струменю Лагранжа запропонував Жозеф-Луї Лагранж 1781 року. В деяких часткових випадках різниця в значеннях функції у двох різних точках дасть величину потоку рідини через лінію що поєднує ці точки.
Функція струменю відповідає даній лінії (або поверхні) течії, може бути подана (для плоского руху) як витрата рідини, що рухається між даною лінією (поверхнею) течії і другою лінією (поверхнею) течії, у всіх точках якої функції течії приписано нульове значення.

## Означення
Зазвичай функцію струменю задають як
{\displaystyle \psi =\int _{A}^{P}\left(v_{x}\,{\text{d}}y-v_{y}\,{\text{d}}x\right)}
де {\displaystyle v_{x}} і {\displaystyle v_{y}} — компоненти поля швидкості 2-мірного потоку в декартових координатах. Зворотно, знаючи функцію струменю, ці компоненти виражаються через ротор функції:
{\displaystyle \operatorname {rot} \,(\psi {\vec {z}})={\vec {v}},\qquad v_{x}={\frac {\partial \psi }{\partial y}};v_{y}=-{\frac {\partial \psi }{\partial x}}}